# M17.3
Die M17.3 (kroatisch/bosnisch Magistralna cesta bzw. serbisch Магистрални пут/Magistralni put) ist eine Magistralstraße in Bosnien und Herzegowina. Sie führt von Mostar über Stolac nach Neum. Als einzige direkte Straßenverbindung hat sie eine wichtige Funktion zur Verbindung des Neum-Korridors – der an drei Seiten von Kroatien umschlossen ist – mit dem Rest von Bosnien und Herzegowina.
Aufgrund des schlechten Straßenzustandes auf dem Abschnitt zwischen Stolac und Neum kann die Straße nicht für den Schwerlastverkehr benutzt werden. Ein Ausbau ist seit den 1980er Jahren im Gespräch, wurde jedoch bisher nicht realisiert.

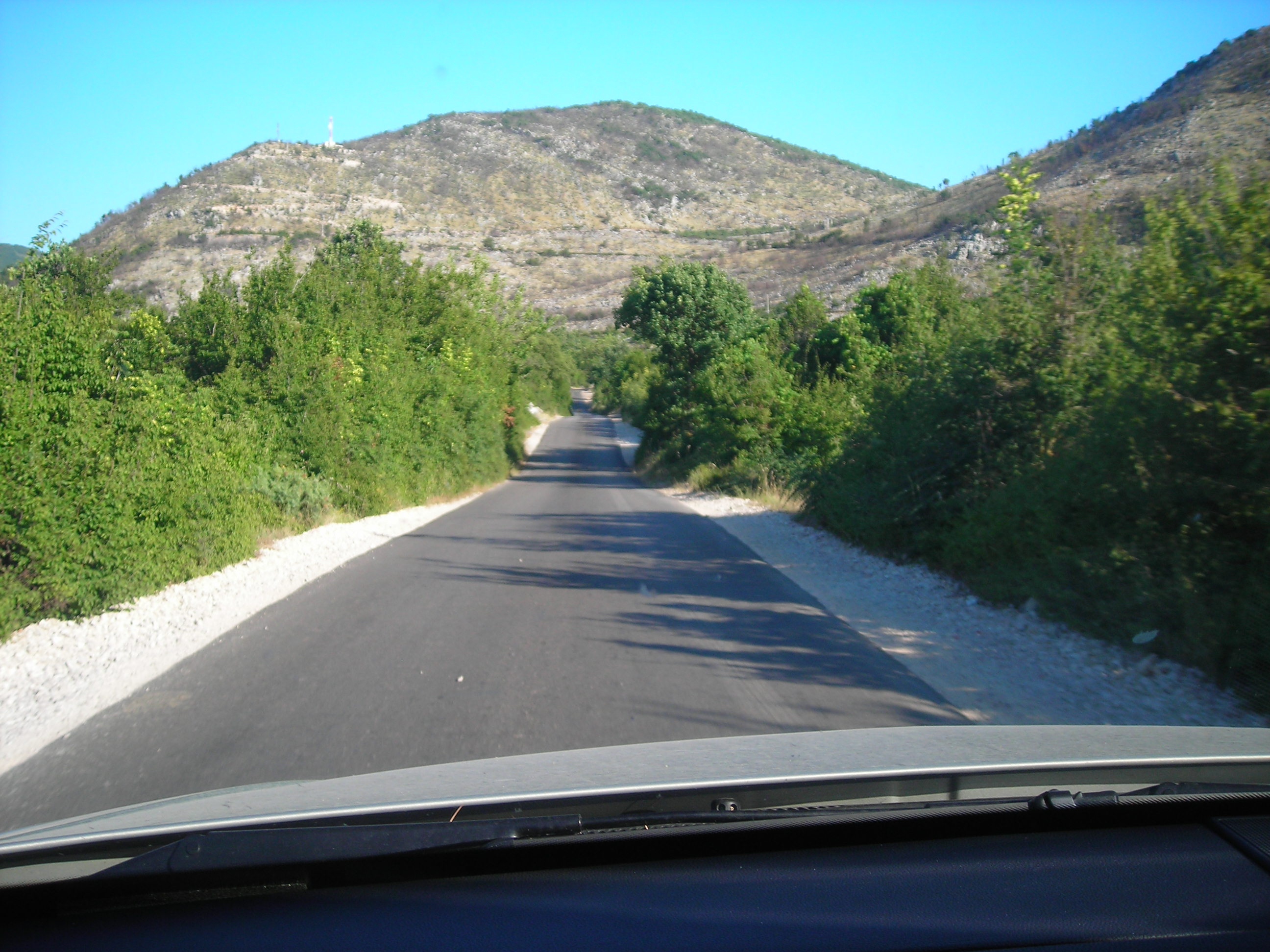
M17.3 in den Bergen nördlich von Neum
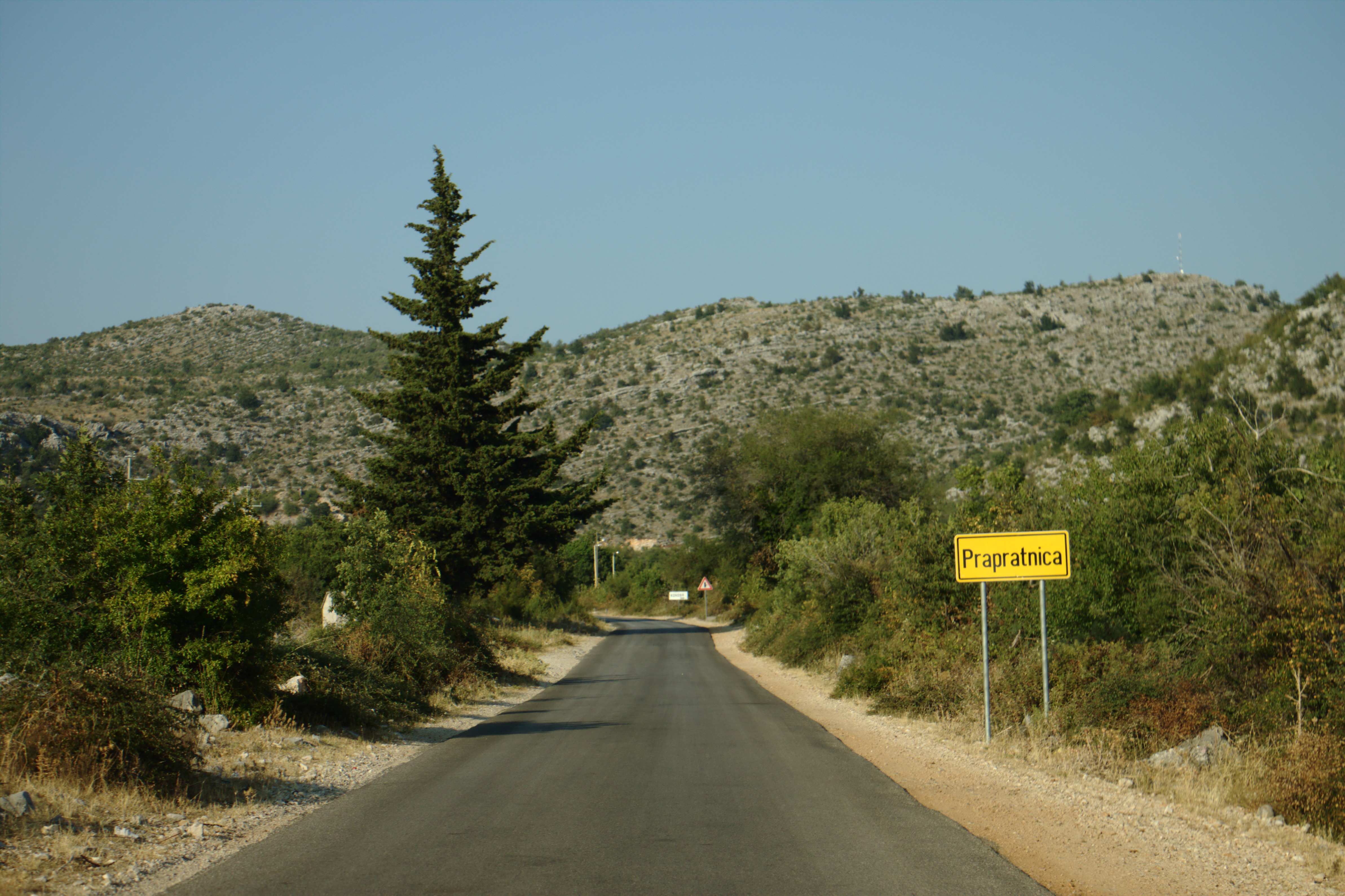
M17.3 beim Ortseingang zu Prapratnica